# Trevin Wade
Trevin Wade (Austin, 1º agosto 1989) è un giocatore di football americano statunitense che gioca nel ruolo di cornerback per i New York Giants della National Football League. Fu scelto nel corso del settimo giro (245º assoluto) del Draft NFL 2012 dai Cleveland Browns. Al college ha giocato a football ad Arizona.

## Carriera professionistica

### Cleveland Browns
Considerato uno dei migliori prospetti tra i giocatori nel ruolo di cornerback del Draft 2012, Wade fu scelto nel settimo giro dai Cleveland Browns. La sua stagione da rookie terminò con 17 tackle e un passaggio deviato.

### New Orleans Saints
Nel 2013, Wade firmò coi New Orleans Saints disputando due partite in quella stagione.

## Statistiche
| Partite totali      | 15 |
| Partite da titolare | 0  |
| Tackle totali       | 17 |

Statistiche aggiornate alla stagione 2013